# Tembok Kidul
Tembok Kidul is een bestuurslaag in het regentschap Tegal van de provincie Midden-Java, Indonesië. Tembok Kidul telt 4573 inwoners (volkstelling 2010).